# كمام
كمام أو كما كان يطلق عليها سابقا كمام الورد قرية من قرى مركز القصير التابعة لمنطقة القصير في محافظة حمص. تقع جنوب غرب مدينة حمص قرب بحيرة قطينة وقرية قطينة
قرية صغيرة ريفية يبلغ عدد سكانها، حسب احصائيات 2010، حوالي 1420 شخص تشتهر قرية كمام بالاراضي الزراعية إضافة لقربها من مطار الضبعة العسكري الذي كان من المقرر تحويله إلى مطار مدني قبل بداية الازمة السورية. 
محطة القطار القديمة

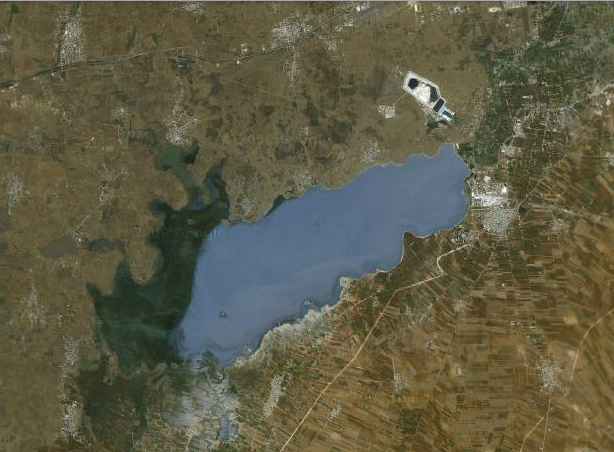
بحيرة قطية

تعد محطة القطار القديمة التي تقع على اطراف القرية من أبرز معالمها .  